# Passo della Porretta
Il passo della Porretta, noto anche come passo della Collina, è un importante valico appenninico a quota 932 m s.l.m..

## Descrizione
Il colle si trova fra le valli della Limentra occidentale di Sambuca, affluente del fiume Reno, e il bacino dell'Ombrone pistoiese, affluente del fiume Arno.
Si narra che da questo valico sia transitato anche Annibale durante la seconda guerra punica, insieme ai suoi famigerati elefanti, prima della battaglia del Lago Trasimeno.

## Costruzione del traforo
Dalla costruzione del "Traforo" (o galleria) la vecchia tratta del Passo della Collina (circa 8 km) che transita sul passo in località "Collina" a 932 m.s.l.m. non è più dipendente dall'amministrazione dell'ANAS bensì dal Comune di Pistoia, essendo stata declassata in favore della tratta attuale che transita dentro il "Traforo" dalla località Spedaletto alla località Signorino.
La SS n. 64 da Ferrara a Pistoia passa per Porretta Terme (cosiddetta Porrettana). 
La galleria dello Spedaletto (o di Signorino), aperta al traffico nel 1963, consente il valico ad una quota sensibilmente inferiore rispetto al precedente tracciato (circa 700 m s.l.m.). La tratta in territorio emiliano (fino a "Ponte della Venturina") presenta pendenze modeste, mentre quella toscana (assai più breve) ha pendenze che sfiorano il 10%.